# Confrontos entre Fluminense e Santos no futebol
Fluminense e Santos são dois clubes que disputam um dos maiores clássicos interestaduais (Rio de Janeiro versus São Paulo) do futebol brasileiro.

## Introdução
O clássico contra o Santos foi o primeiro dos atuais confrontos interestaduais do Fluminense contra outros grandes clubes ainda em atividade a ser realizado, tendo o Tricolor vencido a primeira partida, em Santos, por 6 a 1, em 9 de junho de 1918, valendo disputa pela Taça Carioca e pela Taça Sudan, sendo este o segundo confronto interestadual do Santos contra outro dos 12 maiores clubes do Brasil.
Apenas duas vezes, em 1969, no jogo de maior público, e em 2017, ocorreram empates por 0 a 0 nas partidas disputadas entre Fluminense e Santos.

## História
Na primeira partida válida pelo Torneio Rio-São Paulo em 16 de julho de 1933, um clássico com 7 gols, na vitória santista por 4 a 3 na Vila Belmiro.
O Fluminense foi o primeiro clube carioca a conquistar o Torneio Rio-São Paulo em 1957, com o empate contra o Santos por 2 a 2 na Vila Belmiro tendo sido um dos 2 únicos do Flu, que obteve ainda mais 7 vitórias, em sua campanha invicta.
Na campanha vitoriosa do bicampeonato do Rio-São Paulo em 1960, a vitória tricolor por 4 a 2 na penúltima rodada com 43.149 pagantes, deixou o Flu em excelente condição para conquistar o título que aconteceria na rodada seguinte.
Em 5 de março de 1961, na vitória do Santos sobre o Fluminense no Maracanã por 3 a 1 perante 39.990 pagantes, fora os que não pagaram pelo ingresso, Pelé fez um gol que ficou imortalizado como o Gol de Placa (daí surgindo esta expressão, utilizada comumente quando alguém faz um gol muito bonito), iniciativa do então repórter Joelmir Betting, do jornal “O Esporte” (SP), que decidiu que o gol marcado por Pelé precisaria ser eternizado, convencendo a direção do jornal a produzir uma placa de bronze, placa que seria descerrada uma semana depois.
O Santos chegaria ao bicampeonato do Rio-São Paulo em 1963, mas a vitória do Flu  por 4 a 2 no Pacaembu na penúltima rodada manteve o time tricolor com chances de ser campeão, vindo a terminar em terceiro, dois pontos atrás do Peixe.
Na partida realizada no Maracanã em 22 de março de 1964, o Santos ganharia por 1 a 0, tendo entrado em campo com camisas de clubes cariocas como forma de homenagear as torcidas locais pelo apoio recebido em partidas internacionais disputadas no Rio, com Pepe, autor do gol, de pênalti, vestindo a do Flu, em partida que teve 39.575 pagantes.
Em 30 de abril de 1967, vitória do Flu por 3 a 0 no Maracanã pelo Roberto Gomes Pedrosa, com dois gols de Jorge Costa e um de Lula, no primeiro clássico entre os dois clubes por uma competição nacional, com mais de 32.000 torcedores.
No Torneio Roberto Gomes Pedrosa de 1969, 87.872 torcedores pagaram ingressos no Maracanã para ver um empate por 0 a 0, placar que não refletiu o grande futebol apresentado pelas duas equipes nesta partida.
O Flu conquistou o seu segundo título nacional no Campeonato Brasileiro de 1984, tendo empatado na Vila Belmiro e perdido por 1 a 0 no Maracanã, as duas partidas válidas pela Primeira Fase, com o Santos terminando em nono lugar.
As semifinais do Brasileiro de 1995 (Flu 4 a 1 e Santos 5 a 2) significaram a classificação santista para a final, pois o regulamento não previa então o critério de que gol fora de casa valeria o dobro, para efeito de critério de desempate. Após grande atuação individual do jogador Giovanni, que liderou a classificação santista para a final, a torcida do Fluminense aplaudiu os vitoriosos e a torcida do Santos comemorou efusivamente a sua vitória, mas respeitou os torcedores tricolores presentes sem protagonizar cenas de violência ou fazer provocações de baixo nível.
Na conquista santista do Campeonato Brasileiro de 2002, com o Fluminense parando nas semifinais, quase os dois clubes se encontraram na final, tendo acontecido empate por 1 a 1 no Maracanã perante 28.054 torcedores, na primeira fase da competição.
A vitória do Santos por 5 a 0 na cidade de São José do Rio Preto pelo Brasileiro de 2004, com 21.760 pagantes, foi uma das grandes atuações santistas nesta competição, que acabaria por conceder o oitavo título nacional para o Santos.
Nos confrontos pela Copa Sul-Americana de 2005, uma vitória de 2 a 1 para cada lado e a classificação tricolor na disputa de pênaltis, em plena Vila Belmiro.
Pelo Campeonato Brasileiro de 2005 um confronto eletrizante, com o Estádio da Cidadania em Volta Redonda recebendo 14.912 pagantes, vitória tricolor por 4 a 3 e o gol decisivo sendo marcado aos 49' do Segundo Tempo.
O Fluminense conquistou o Campeonato Brasileiro de 2010, tendo vencido o Santos na Vila Belmiro por 1 a 0 e perdido por 3 a 0 no Estádio do Engenhão, com o Santos tendo terminado esta competição em oitavo lugar.
Em outro jogo movimentado, a vitória tricolor pelo por 3 a 2 pelo Campeonato Brasileiro de 2011 levou 15.260 espectadores ao Estádio da Cidadania (11.780 pagantes).
Na conquista tricolor do Campeonato Brasileiro de 2012, novamente o Santos terminaria em oitavo, tendo havido empate por 1 a 1 na Vila Belmiro e vitória do Flu por 3 a 1 no Estádio do Engenhão.

## Personalidade
De Vaney
Repórter e grande pesquisador do futebol santista, tendo sido o primeiro repórter a entrevistar Pelé ao chegar de Bauru, De Vaney era torcedor do Fluminense, tendo escrito inclusive o "Álbum de Ouro" do Santos nos Anos 1960.

## Ídolos
Carlos Alberto Torres
Capitão do tricampeonato da Seleção Brasileira na Copa do Mundo de 1970, Carlos Alberto Torres começou jogando no Flu em 1963, transferindo-se em 1966 para o Santos, onde jogaria até 1974, tendo sido emprestado ao Botafogo no ano de 1971, retornando ao Flu de 1975 a 1977, ganhando títulos e tendo grandes atuações em suas passagens pelos dois clubes, eleito como o melhor lateral direito em todas as seleções históricas de Flu e Santos escaladas até o presente.
Cláudio Adão
Artilheiro formado nas categorias de base do Santos, Cláudio Adão sagrou-se campeão paulista de 1973 pelo clube da Vila Belmiro, onde jogou até 1976. Chegou em 1980 ao Fluminense, como um dos dois únicos jogadores titulares não formados nas categorias de base do Flu, sagrando-se campeão carioca neste ano e artilheiro da competição.

## Jogos decisivos
Mata-matas em competições da CBF
Em 1995, o Santos eliminou o Fluminense na semifinal do Campeonato Brasileiro.
Mata-matas em competições da Conmebol
Em 2005, o Fluminense eliminou o Santos na primeira fase da Copa Sul-Americana.

## Outras estatísticas
Cidades e estados
Dos 105 jogos realizados, 54 foram realizados no Rio de Janeiro e 51 jogos foram realizados em São Paulo, em 7 cidades diferentes, 4 paulistas e 3 fluminenses. A única partida realizada fora de seus estados de origem foi disputada em Cariacica (ES), no dia 22 de junho de 2016, válida pelo Campeonato Brasileiro, com mando de campo do Fluminense e vitória do Santos por 4 a 2.
Principais estádios
37 partidas foram realizadas no Maracanã, com 19 vitórias do Fluminense, 10 do Santos e 8 empates, com 55 gols tricolores e 44 santistas, com 37 partidas realizadas na Vila Belmiro, estádios que receberam o maior número de jogos. Na Vila Belmiro foram 19 vitórias do Santos, 8 do Fluminense e 10 empates, com 65 gols santistas e 51 tricolores. Apenas 3 jogos foram realizados no Morumbi, maior estádio do Estado de São Paulo e 8 no Pacaembu, a segunda opção histórica dos grandes clubes paulistas para jogos de maior apelo de público.
Campeonato Brasileiro
Pelo Campeonato Brasileiro Unificado foram 70 jogos, com 30 vitórias do Fluminense, 25 do Santos e 15 empates, 98 gols a favor do Fluminense e 95 a favor do Santos. Nas edições entre 1971 e 2015, este é o confronto do Fluminense com mais gols, e o segundo do Santos, com 146 gols neste período, 153 gols contando as edições anteriores, até então.
O Fluminense jogou contra o Santos nas conquistas de seus quatro títulos de campeonatos nacionais. Já o Santos jogou contra o Flu no Torneio Roberto Gomes Pedrosa de 1968 e nas duas conquistas do Campeonato Brasileiro com este nome, mas não disputou nenhuma partida contra o Tricolor nas suas cinco conquistas da Taça Brasil.

## Recordes

### Artilheiros
Pelé disputou 12 jogos contra o Flu entre 1957 e 1972, vencendo 5, empatando 4 e perdendo 3, marcando 5 gols, mesmo número de gols de Pepe, o outro artilheiro santista neste confronto, que estreou como profissional justamente contra o Flu, em 23 de maio de 1954, e de Simões, artilheiro tricolor, este com 3 jogos entre 1948 e 1953, com 2 vitórias e 1 derrota. Em 26 de abril de 1978, durante uma excursão do Fluminense pela África, Pelé vestiu a camisa tricolor em um amistoso contra o Racca Rovers, da Nigéria.

### Goleadas
Maior goleada do Fluminense em casa
Fluminense 5 – 0 Santos, 27 de março de 1948, amistoso.
Maior goleada do Fluminense fora
Santos 1 – 6 Fluminense, 9 de junho de 1918, amistoso.
Maior goleada do Santos em casa
Santos 5 – 0 Fluminense, 30 de outubro de 2004, Campeonato Brasileiro.
Maior goleada do Santos fora
Fluminense 2 – 5 Santos, 18 de abril de 1965, Torneio Rio-São Paulo.

### Partidas com mais gols
Em sete ocasiões Fluminense e Santos fizeram partidas nas quais ocorreram 7 gols: 9 de junho de 1918 (Flu 6 a 1), 16 de julho de 1933 (Santos 4 a 3), 18 de abril de 1965 (Santos 5 a 2), 15 de setembro de 1990 (Flu 5 a 2), 31 de outubro de 1993 (Santos 4 a 3), 10 de dezembro de 1995 (Santos 5 a 2) e 25 de setembro de 2005 (Flu 4 a 3).

### Séries
A maior série invicta é tricolor, seis jogos entre 2005 e 2008. Já a favor do Peixe, foram duas séries de cinco jogos, sendo uma entre 1955 e 1959, e a outra entre 2017 e 2019.
As maiores séries de vitórias são de três jogos, a favor do Fluminense entre 1971 e 1978 e entre 2014 e 2015, já a favor do Santos, entre 1998 e 1999, entre 2008 e 2009, entre 2015 e 2016, e entre 2018 e 2019.

## Maiores públicos
Aonde não consta informações sobre os públicos pagante e presente, a referência é apenas aos pagantes, relacionados jogos acima de 25.000 presentes.

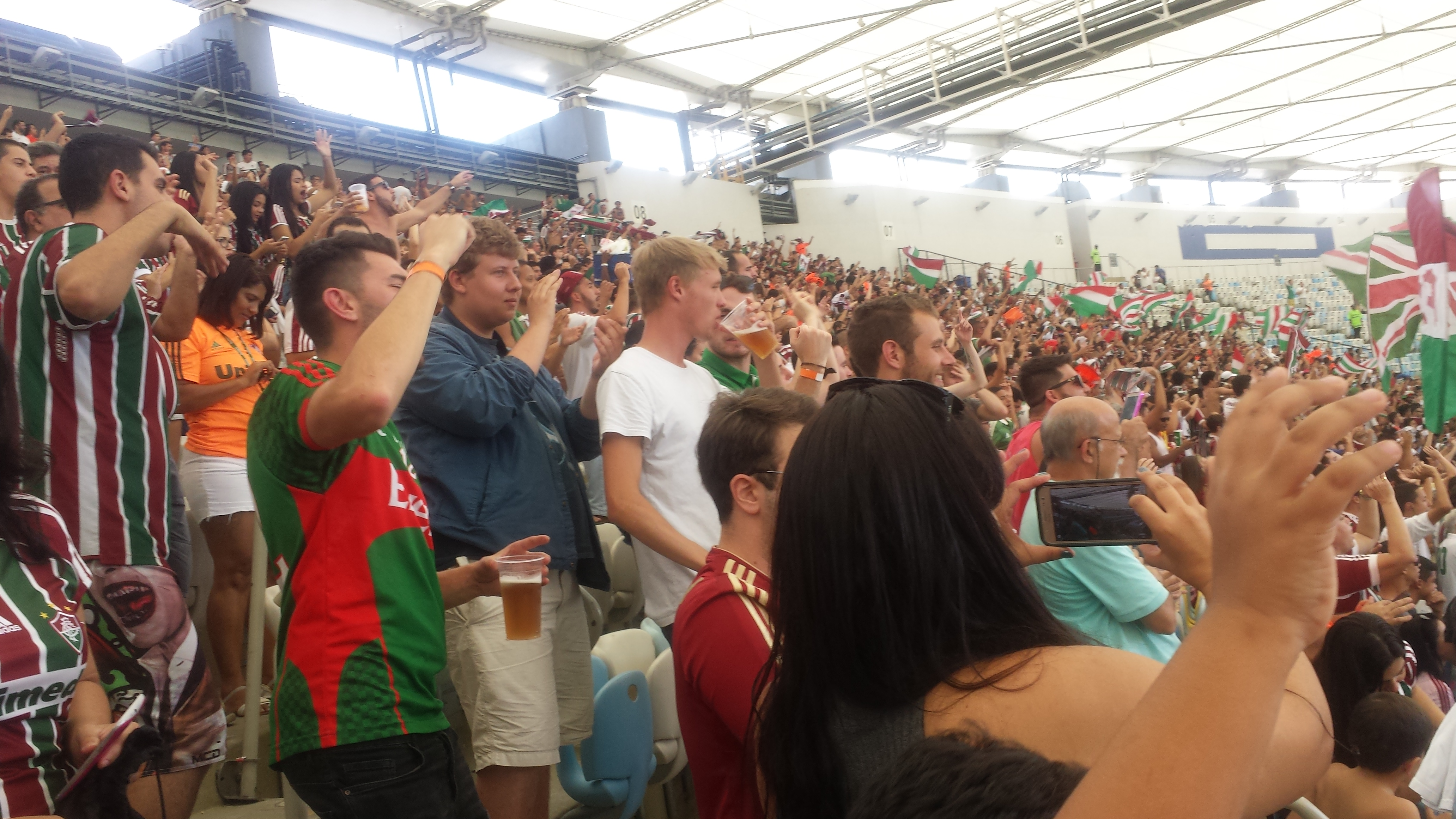
Torcida do Fluminense contra no jogo contra o Santos em 2017, no Maracanã.

1. Fluminense 0–0 Santos, Maracanã, 87.783, 26 de outubro de 1969, Campeonato Brasileiro.

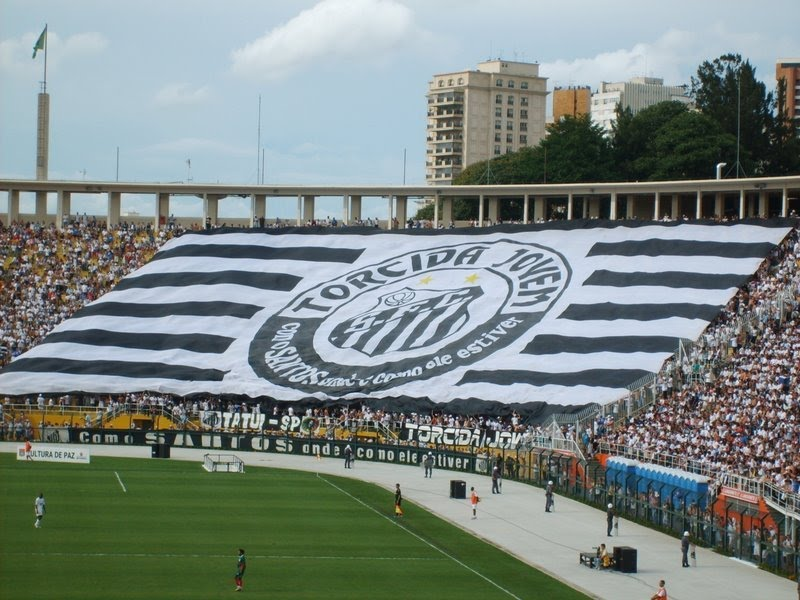
Torcida do Santos no Pacaembu.

2. Torcida do Santos no Pacaembu.Fluminense 1–0 Santos, Maracanã, 46.172, 13 de abril de 2025, Campeonato Brasileiro (43.291 pagantes).
3. Fluminense 4–2 Santos, Maracanã, 43.149, 14 de abril de 1960, Torneio Rio-São Paulo.
4. Fluminense 1–3 Santos, Maracanã, 39.990, 5 de março de 1961, Torneio Rio-São Paulo.
5. Fluminense 0–1 Santos, Maracanã, 39.575, 22 de março de 1964, Torneio Rio-São Paulo.
6. Fluminense 4–1 Santos, Maracanã, 38.678, 7 de dezembro de 1995, Campeonato Brasileiro.
7. Fluminense 1–0 Santos, Maracanã, 34.211, 29 de julho de 2023, Campeonato Brasileiro.
8. Fluminense 3–0 Santos, Maracanã, 32.265, 30 de abril de 1967, Campeonato Brasileiro (25.870 pagantes).
9. Fluminense 2–1 Santos, Maracanã, 28.823, 26 de janeiro de 1985, Campeonato Brasileiro.
10. Santos 5–2 Fluminense, Pacaembu, 28.090, 10 de dezembro de 1995, Campeonato Brasileiro.
11. Fluminense 1–1 Santos, Maracanã, 28.064, 25 de agosto de 2002, Campeonato Brasileiro (24.108 pagantes).
12. Santos 1–1 Fluminense, Morumbi, 26.275, 29 de janeiro de 1984, Campeonato Brasileiro  (24.392 pagantes).
13. Fluminense 0–1 Santos, Maracanã, 25.903, 26 de fevereiro de 1984, Campeonato Brasileiro.

Pelo menos o jogo com público presente desconhecido nos dias atuais de 24 de setembro de 1972 (22.764 pags.), disputado no Maracanã, poderia fazer parte desta lista.
Por décadas
1951/1960: 1.
1961/1970: 4.
1981/1990: 3.
1991/2000: 2.
2001/2010: 1.
2021/2030: 2.
No Estádio do Engenhão
Fluminense 3–1 Santos, 15.874, 6 de setembro de 2012, Campeonato Brasileiro (13.007 pagantes).
No Estádio da Vila Belmiro
A partir de 10.000.
1. Santos 2–1 Fluminense, 15.326,  9 de novembro de 1988, Campeonato Brasileiro (13.673 pagantes).
2. Santos 1–1 Fluminense, 15.296, 12 de junho de 2005, Campeonato Brasileiro.
3. Santos 2–4 Fluminense, 14.387, 2 de dezembro de 2007, Campeonato Brasileiro.
4. Santos 0–3 Fluminense, 12.855, 29 de novembro de 2023, Campeonato Brasileiro
5. Santos 2–0 Fluminense, 12.418, 29 de julho de 1978, Jogo Amistoso (9.729 pagantes).
6. Santos 2–2 Fluminense, 11.943, 1º de agosto de 2022, Campeonato Brasileiro.
7. Santos 2–1 Fluminense, 11.085, 14 de setembro de 2008, Campeonato Brasileiro.
8. Santos 3–1 Fluminense, 10.889, 23 de novembro de 2003, Campeonato Brasileiro.
9. Santos 2–1 Fluminense, 10.564,  2 de maio de 2019, Campeonato Brasileiro.
10. Santos 1–1 Fluminense, 10.220, 3 de abril de 1991, Campeonato Brasileiro.
11. Santos 0–2 Fluminense, 10.082, 18 de setembro de 1993, Campeonato Brasileiro.
12. Santos 1–4 Fluminense, 10.000, 18 de setembro de 1938, Taça Desafio.

## Todos os confrontos
| Lista de Jogos |            |             |                   |                               |                               |                         |       |    |       |  |
| Nº             | Mandante   | Placar      | Visitante         | Estádio                       | Competição                    | Data                    | V.Flu | E  | V.San |  |
| 1              | Santos     | 1–6         | Fluminense        | Vila Belmiro                  | Taça Carioca e Taça Sudan     | 9 de junho de 1918      | 1     |    |       |  |
| 2              | Santos     | 1–1         | Fluminense        | Vila Belmiro                  | Jogo amistoso                 | 24 de fevereiro de 1930 |       | 1  |       |  |
| 3              | Fluminense | 4–2         | Santos            | Laranjeiras                   | Jogo amistoso                 | 3 de maio de 1931       | 2     |    |       |  |
| 4              | Santos     | 4–3         | Fluminense        | Vila Belmiro                  | Torneio Rio-São Paulo         | 16 de julho de 1933     |       |    | 1     |  |
| 5              | Fluminense | 4–2         | Santos            | Laranjeiras                   | Jogo amistoso                 | 2 de agosto de 1933     | 3     |    |       |  |
| 6              | Fluminense | 1–2         | Santos            | Laranjeiras                   | Torneio Rio-São Paulo         | 8 de outubro de 1933    |       |    | 2     |  |
| 7              | Santos     | 1–4         | Fluminense        | Vila Belmiro                  | Taça Desafio                  | 18 de setembro de 1938  | 4     |    |       |  |
| 8              | Santos     | 1–1         | Fluminense        | Vila Belmiro                  | Jogo amistoso                 | 24 de outubro de 1943   |       | 2  |       |  |
| 9              | Santos     | 3–1         | Fluminense        | Vila Belmiro                  | Jogo amistoso                 | 23 de abril de 1947     |       |    | 3     |  |
| 10             | Fluminense | 5–0         | Santos            | Laranjeiras                   | Jogo amistoso                 | 27 de março de 1948     | 5     |    |       |  |
| 11             | Santos     | 2–2         | Fluminense        | Vila Belmiro                  | Jogo amistoso                 | 14 de abril de 1948     |       | 3  |       |  |
| 12             | Fluminense | 3–0         | Santos            | Laranjeiras                   | Jogo amistoso                 | 15 de maio de 1951      | 6     |    |       |  |
| 13             | Santos     | 3–2         | Fluminense        | Pacaembu                      | Torneio Rio-São Paulo         | 8 de março de 1952      |       |    | 4     |  |
| 14             | Fluminense | 3–2         | Santos            | Maracanã                      | Torneio Rio-São Paulo         | 5 de abril de 1953      | 7     |    |       |  |
| 15             | Santos     | 1–2         | Fluminense        | Pacaembu                      | Torneio Rio-São Paulo         | 23 de maio de 1954      | 8     |    |       |  |
| 16             | Santos     | 2–1         | Fluminense        | Vila Belmiro                  | Torneio Rio-São Paulo         | 16 de abril de 1955     |       |    | 5     |  |
| 17             | Santos     | 2–2         | Fluminense        | Vila Belmiro                  | Torneio Rio-São Paulo         | 26 de maio de 1957      |       | 4  |       |  |
| 18             | Santos     | 3–0         | Fluminense        | Vila Belmiro                  | Torneio Rio-São Paulo         | 5 de abril de 1958      |       |    | 6     |  |
| 19             | Santos     | 2–1         | Fluminense        | Vila Belmiro                  | Jogo amistoso                 | 24 de março de 1959     |       |    | 7     |  |
| 20             | Santos     | 1–1         | Fluminense        | Pacaembu                      | Torneio Rio-São Paulo         | 18 de abril de 1959     |       | 5  |       |  |
| 21             | Fluminense | 4–2         | Santos            | Maracanã                      | Torneio Rio-São Paulo         | 14 de abril de 1960     | 9     |    |       |  |
| 22             | Fluminense | 1–3         | Santos            | Maracanã                      | Torneio Rio-São Paulo         | 5 de março de 1961      |       |    | 8     |  |
| 23             | Santos     | 2–4         | Fluminense        | Pacaembu                      | Torneio Rio-São Paulo         | 23 de março de 1963     | 10    |    |       |  |
| 24             | Fluminense | 0–1         | Santos            | Maracanã                      | Torneio Rio-São Paulo         | 22 de março de 1964     |       |    | 9     |  |
| 25             | Fluminense | 2–5         | Santos            | Maracanã                      | Torneio Rio-São Paulo         | 18 de abril de 1965     |       |    | 10    |  |
| 26             | Santos     | 0–1         | Fluminense        | Parque da Antarctica Paulista | Torneio Rio-São Paulo         | 10 de março de 1966     | 11    |    |       |  |
| 27             | Fluminense | 3–0         | Santos            | Maracanã                      | Torneio Roberto Gomes Pedrosa | 30 de abril de 1967     | 12    |    |       |  |
| 28             | Santos     | 2–1         | Fluminense        | Morumbi                       | Torneio Roberto Gomes Pedrosa | 21 de setembro de 1968  |       |    | 11    |  |
| 29             | Fluminense | 0–0         | Santos            | Maracanã                      | Torneio Roberto Gomes Pedrosa | 26 de outubro de 1969   |       | 6  |       |  |
| 30             | Santos     | 1–0         | Fluminense        | Pacaembu                      | Torneio Roberto Gomes Pedrosa | 18 de novembro de 1970  |       |    | 12    |  |
| 31             | Fluminense | 3–1         | Santos            | Maracanã                      | Campeonato Brasileiro         | 13 de novembro de 1971  | 13    |    |       |  |
| 32             | Fluminense | 2–1         | Santos            | Maracanã                      | Campeonato Brasileiro         | 24 de setembro de 1972  | 14    |    |       |  |
| 33             | Fluminense | 1–0         | Santos            | Maracanã                      | Campeonato Brasileiro         | 21 de maio de 1978      | 15    |    |       |  |
| 34             | Santos     | 2–0         | Fluminense        | Vila Belmiro                  | Jogo amistoso                 | 29 de julho de 1978     |       |    | 13    |  |
| 35             | Santos     | 1–1         | Fluminense        | Morumbi                       | Campeonato Brasileiro         | 29 de janeiro de 1984   |       | 7  |       |  |
| 36             | Fluminense | 0–1         | Santos            | Maracanã                      | Campeonato Brasileiro         | 26 de fevereiro de 1984 |       |    | 14    |  |
| 37             | Fluminense | 2–1         | Santos            | Maracanã                      | Campeonato Brasileiro         | 26 de janeiro de 1985   | 16    |    |       |  |
| 38             | Santos     | 1–1         | Fluminense        | Morumbi                       | Campeonato Brasileiro         | 10 de março de 1985     |       | 8  |       |  |
| 39             | Fluminense | 1–1         | Santos            | Maracanã                      | Campeonato Brasileiro         | 14 de novembro de 1987  |       | 9  |       |  |
| 40             | Santos     | 2–1         | Fluminense        | Vila Belmiro                  | Campeonato Brasileiro         | 9 de novembro de 1988   |       |    | 15    |  |
| 41             | Santos     | 0–1         | Fluminense        | Vila Belmiro                  | Campeonato Brasileiro         | 9 de setembro de 1989   | 17    |    |       |  |
| 42             | Fluminense | 5–2         | Santos            | São Januário                  | Campeonato Brasileiro         | 15 de setembro de 1990  | 18    |    |       |  |
| 43             | Santos     | 1–1         | Fluminense        | Vila Belmiro                  | Campeonato Brasileiro         | 3 de abril de 1991      |       | 10 |       |  |
| 44             | Fluminense | 4–0         | Santos            | Laranjeiras                   | Campeonato Brasileiro         | 23 de fevereiro de 1992 | 19    |    |       |  |
| 45             | Santos     | 3–1         | Fluminense        | Vila Belmiro                  | Torneio Rio-São Paulo         | 26 de junho de 1993     |       |    | 16    |  |
| 46             | Fluminense | 1–1         | Santos            | Laranjeiras                   | Torneio Rio-São Paulo         | 21 de julho de 1993     |       | 11 |       |  |
| 47             | Santos     | 0–2         | Fluminense        | Vila Belmiro                  | Campeonato Brasileiro         | 18 de setembro de 1993  | 20    |    |       |  |
| 48             | Fluminense | 3–4         | Santos            | Laranjeiras                   | Campeonato Brasileiro         | 31 de outubro de 1993   |       |    | 17    |  |
| 49             | Fluminense | 0–1         | Santos            | Maracanã                      | Campeonato Brasileiro         | 20 de novembro de 1994  |       |    | 18    |  |
| 50             | Fluminense | 1–0         | Santos            | Laranjeiras                   | Campeonato Brasileiro         | 30 de agosto de 1995    | 21    |    |       |  |
| 51             | Fluminense | 4–1         | Santos            | Maracanã                      | Campeonato Brasileiro         | 7 de dezembro de 1995   | 22    |    |       |  |
| 52             | Santos     | 5–2         | Fluminense        | Pacaembu                      | Campeonato Brasileiro         | 10 de dezembro de 1995  |       |    | 19    |  |
| 53             | Santos     | 1–0         | Fluminense        | Ibirapuera                    | Campeonato Brasileiro         | 22 de agosto de 1996    |       |    | 20    |  |
| 54             | Fluminense | 1–0         | Santos            | Maracanã                      | Campeonato Brasileiro         | 30 de agosto de 1997    | 23    |    |       |  |
| 55             | Santos     | 2–2         | Fluminense        | Vila Belmiro                  | Torneio Rio-São Paulo         | 22 de janeiro de 1998   |       | 12 |       |  |
| 56             | Fluminense | 2–3         | Santos            | Maracanã                      | Torneio Rio-São Paulo         | 3 de fevereiro de 1998  |       |    | 21    |  |
| 57             | Fluminense | 0–2         | Santos            | Maracanã                      | Torneio Rio-São Paulo         | 23 de janeiro de 1999   |       |    | 22    |  |
| 58             | Santos     | 4–1         | Fluminense        | Vila Belmiro                  | Torneio Rio-São Paulo         | 3 de fevereiro de 1999  |       |    | 23    |  |
| 59             | Fluminense | 2–1         | Santos            | Maracanã                      | Campeonato Brasileiro         | 5 de agosto de 2000     | 24    |    |       |  |
| 60             | Fluminense | 2–2         | Santos            | Maracanã                      | Torneio Rio-São Paulo         | 1 de fevereiro de 2001  |       | 13 |       |  |
| 61             | Fluminense | 2–1         | Santos            | Maracanã                      | Campeonato Brasileiro         | 24 de novembro de 2001  | 25    |    |       |  |
| 62             | Fluminense | 1–1         | Santos            | Maracanã                      | Torneio Rio-São Paulo         | 16 de março de 2002     |       | 14 |       |  |
| 63             | Fluminense | 1–1         | Santos            | Maracanã                      | Campeonato Brasileiro         | 25 de agosto de 2002    |       | 15 |       |  |
| 64             | Fluminense | 1–4         | Santos            | Édson Passos                  | Campeonato Brasileiro         | 19 de julho de 2003     |       |    | 24    |  |
| 65             | Santos     | 3–1         | Fluminense        | Vila Belmiro                  | Campeonato Brasileiro         | 23 de novembro de 2003  |       |    | 25    |  |
| 66             | Fluminense | 1–0         | Santos            | Maracanã                      | Campeonato Brasileiro         | 17 de julho de 2004     | 26    |    |       |  |
| 67             | Santos     | 5–0         | Fluminense        | Benedito Teixeira             | Campeonato Brasileiro         | 30 de outubro de 2004   |       |    | 26    |  |
| 68             | Santos     | 1–1         | Fluminense        | Vila Belmiro                  | Campeonato Brasileiro         | 12 de junho de 2005     |       | 16 |       |  |
| 69             | Fluminense | 2–1         | Santos            | São Januário                  | Copa Sul-Americana            | 17 de agosto de 2005    | 27    |    |       |  |
| 70             | Santos     | 2 (2)–(4) 1 | Fluminense (pen.) | Vila Belmiro                  | Copa Sul-Americana            | 31 de agosto de 2005    |       |    | 27    |  |
| 71             | Fluminense | 4–3         | Santos            | Raulino de Oliveira           | Campeonato Brasileiro         | 25 de setembro de 2005  | 28    |    |       |  |
| 72             | Fluminense | 1–0         | Santos            | Maracanã                      | Campeonato Brasileiro         | 21 de maio de 2006      | 29    |    |       |  |
| 73             | Santos     | 1–1         | Fluminense        | Vila Belmiro                  | Campeonato Brasileiro         | 20 de setembro de 2006  |       | 17 |       |  |
| 74             | Fluminense | 3–0         | Santos            | Maracanã                      | Campeonato Brasileiro         | 12 de agosto de 2007    | 30    |    |       |  |
| 75             | Santos     | 2–4         | Fluminense        | Vila Belmiro                  | Campeonato Brasileiro         | 2 de dezembro de 2007   | 31    |    |       |  |
| 76             | Fluminense | 1–1         | Santos            | Maracanã                      | Campeonato Brasileiro         | 12 de junho de 2008     |       | 18 |       |  |
| 77             | Santos     | 2–1         | Fluminense        | Vila Belmiro                  | Campeonato Brasileiro         | 14 de setembro de 2008  |       |    | 28    |  |
| 78             | Fluminense | 1–4         | Santos            | Maracanã                      | Campeonato Brasileiro         | 24 de maio de 2009      |       |    | 29    |  |
| 79             | Santos     | 2–0         | Fluminense        | Vila Belmiro                  | Campeonato Brasileiro         | 30 de agosto de 2009    |       |    | 30    |  |
| 80             | Santos     | 0–1         | Fluminense        | Vila Belmiro                  | Campeonato Brasileiro         | 18 de julho de 2010     | 32    |    |       |  |
| 81             | Fluminense | 0–3         | Santos            | Engenhão                      | Campeonato Brasileiro         | 6 de outubro de 2010    |       |    | 31    |  |
| 82             | Santos     | 2–1         | Fluminense        | Vila Belmiro                  | Campeonato Brasileiro         | 24 de agosto de 2011    |       |    | 32    |  |
| 83             | Fluminense | 3–2         | Santos            | Raulino de Oliveira           | Campeonato Brasileiro         | 1 de outubro de 2011    | 33    |    |       |  |
| 84             | Santos     | 1–1         | Fluminense        | Vila Belmiro                  | Campeonato Brasileiro         | 6 de junho de 2012      |       | 19 |       |  |
| 85             | Fluminense | 3–1         | Santos            | Engenhão                      | Campeonato Brasileiro         | 6 de setembro de 2012   | 34    |    |       |  |
| 86             | Fluminense | 0–2         | Santos            | Maracanã                      | Campeonato Brasileiro         | 31 de agosto de 2013    |       |    | 33    |  |
| 87             | Santos     | 1–0         | Fluminense        | Prudentão                     | Campeonato Brasileiro         | 24 de novembro de 2013  |       |    | 34    |  |
| 88             | Fluminense | 1–0         | Santos            | Raulino de Oliveira           | Campeonato Brasileiro         | 20 de julho de 2014     | 35    |    |       |  |
| 89             | Santos     | 0–1         | Fluminense        | Vila Belmiro                  | Campeonato Brasileiro         | 22 de outubro de 2014   | 36    |    |       |  |
| 90             | Fluminense | 2–1         | Santos            | Maracanã                      | Campeonato Brasileiro         | 2 de julho de 2015      | 37    |    |       |  |
| 91             | Santos     | 3–1         | Fluminense        | Vila Belmiro                  | Campeonato Brasileiro         | 4 de outubro de 2015    |       |    | 35    |  |
| 92             | Fluminense | 2–4         | Santos            | Kléber Andrade                | Campeonato Brasileiro         | 22 de junho de 2016     |       |    | 36    |  |
| 93             | Santos     | 2–1         | Fluminense        | Vila Belmiro                  | Campeonato Brasileiro         | 5 de outubro de 2016    |       |    | 37    |  |
| 94             | Fluminense | 3–2         | Santos            | Maracanã                      | Campeonato Brasileiro         | 14 de maio de 2017      | 38    |    |       |  |
| 95             | Santos     | 0–0         | Fluminense        | Pacaembu                      | Campeonato Brasileiro         | 14 de agosto de 2017    |       | 20 |       |  |
| 96             | Fluminense | 0–1         | Santos            | Maracanã                      | Campeonato Brasileiro         | 13 de junho de 2018     |       |    | 38    |  |
| 97             | Santos     | 3–0         | Fluminense        | Vila Belmiro                  | Campeonato Brasileiro         | 27 de outubro de 2018   |       |    | 39    |  |
| 98             | Santos     | 2–1         | Fluminense        | Vila Belmiro                  | Campeonato Brasileiro         | 02 de maio de 2019      |       |    | 40    |  |
| 99             | Fluminense | 1–1         | Santos            | Maracanã                      | Campeonato Brasileiro         | 26 de setembro de 2019  |       | 21 |       |  |
| 100            | Fluminense | 3–1         | Santos            | Maracanã                      | Campeonato Brasileiro         | 25 de outubro de 2020   | 39    |    |       |  |
| 101            | Santos     | 1–1         | Fluminense        | Vila Belmiro                  | Campeonato Brasileiro         | 21 de fevereiro de 2021 |       | 22 |       |  |
| 102            | Fluminense | 1–0         | Santos            | Maracanã                      | Campeonato Brasileiro         | 17 de junho de 2021     | 40    |    |       |  |
| 103            | Santos     | 2–0         | Fluminense        | Vila Belmiro                  | Campeonato Brasileiro         | 27 de outubro de 2021   |       |    | 41    |  |
| 104            | Fluminense | 0–0         | Santos            | Maracanã                      | Campeonato Brasileiro         | 9 de abril de 2022      |       | 23 |       |  |
| 105            | Santos     | 2–2         | Fluminense        | Vila Belmiro                  | Campeonato Brasileiro         | 1 de agosto de 2022     |       | 24 |       |  |
| 106            | Fluminense | 1–0         | Santos            | Maracanã                      | Campeonato Brasileiro         | 29 de julho de 2023     | 41    |    |       |  |
| 107            | Santos     | 0–3         | Fluminense        | Vila Belmiro                  | Campeonato Brasileiro         | 29 de novembro de 2023  | 42    |    |       |  |
| 108            | Fluminense | 1–0         | Santos            | Maracanã                      | Campeonato Brasileiro         | 13 de abril de 2025     | 43    |    |       |  |